# Jorge Fons

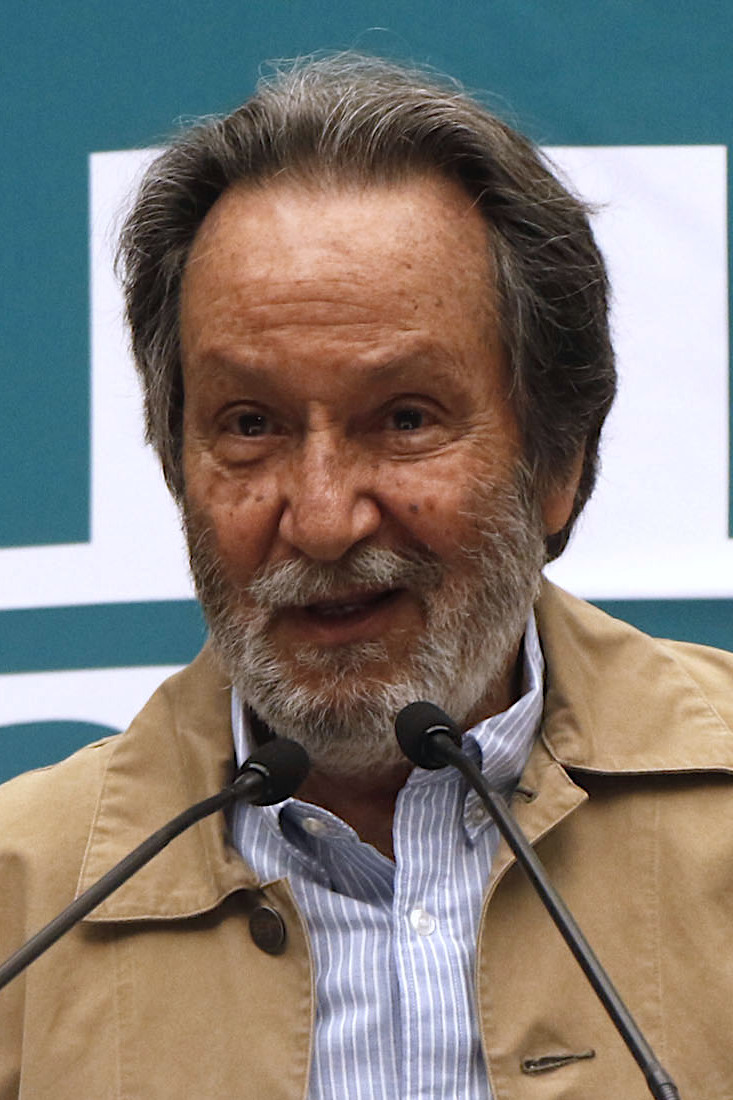
Jorge Fons in 2019.

Jorge Fons Pérez (Tuxpan, 23 april 1939 – 22 september 2022) was  een Mexicaanse filmregisseur.
Fons maakt deel uit van de eerste generatie filmregisseurs van de UNAM. Zijn kortfilm  Caridad (1973) wordt nog steeds beschouwd als een der beste films van de  Mexicaanse cinema. Twee belangrijke films van hem, Rojo amanecer (1989) en El callejón de los milagros (1995), gebaseerd op de gelijknamige roman van Nobelprijswinnaar Nagieb Mahfoez, De Midaksteeg uit 1947, vormen een breuk met de klassieke lineaire plots in films.

## Filmografie
- La cumbre (2003)
- El callejón de los milagros (1995)
- Rojo amanecer (1989)
- Así es Vietnam (1979)
- Los albañiles (1976)
- La ETA (1974)
- Cinco mil dólares de recompensa (1972)
- Fe, esperanza y caridad (1972)
- Jory (1972)
- Los cachorros (1971)
- Tú, yo, nosotros (1970)
- Exorcismos (1970)
- La hora de los niños (1969)
- El quelite (1969)
- Trampas de amor (1968)
- Los caifanes (1966)
- Amor, amor amor (1965)
- Los bienamados (1965)
- Pulquería La Rosita (1964)

- Bibsys: 6071063
- Bibliothèque nationale de France: cb14098189c (data)
- Gemeinsame Normdatei: 131703315
- International Standard Name Identifier: 0000 0001 1035 9744
- Library of Congress Control Number: no00072266
- Nationale Bibliotheek van Tsjechië: xx0162383
- Nationale Bibliotheek van Israël: 987007340235705171
- Nederlandse Thesaurus van Auteursnamen: 162035004
- SNAC: w6jr4r8k
- Système universitaire de documentation: 192949810
- Virtual International Authority File: 4478952
- WorldCat: E39PBJpJ8Xvqyw9XxV79xWWMT3